# Fédération française de pelote basque
La Fédération française de pelote basque (FFPB) est une association française loi de 1901, fondée en 1921, regroupant les 11 ligues régionales et organisant les compétitions nationales des diverses spécialités officielles.
La Fédération française de pelote basque vit le jour le 3 janvier 1921, sous l’impulsion de Jean Ybarnégaray, qui en devint le président, à l’unanimité. La FFPB fut la première Fédération de pelote basque au monde. Son siège fut installé à Bayonne.
Elle est affiliée à la Fédération internationale de pelote basque (FIPV) depuis sa création également sous l’impulsion de Jean Ybarnégaray en 1929.

## Les aires de jeux officielles en France
En France, la pelote basque se pratique officiellement sur quatre aires de jeux différentes reconnues par la FFPB.
- Le fronton place libre[2] communément appelé fronton, présent dans la quasi-totalité des villes et villages du Pays basque français. Selon la taille de la cancha, on peut y pratiquer la  main nue, le rebot, le joko-garbi, le grand chistera, la grosse pala, la paleta cuir, la paleta gomme pleine.

- Le trinquet[3] où les deux configurations, européenne et internationale (argentine) coexistent :
  - trinquet européen où le jouent des parties de main nue, paleta gomme pleine et pasaka ;
  - trinquet international où se jouent des parties de paleta cuir, paleta gomme creuse et xare.

- Les frontons mur à gauche, originaires d'Espagne, qui peuvent avoir des tailles différentes selon les spécialités :
  - le mur à gauche de 30 m[4] pour jouer au frontenis et à paleta gomme creuse ;
  - le mur à gauche de 36 m[5] pour jouer à main nue, pala corta, paleta cuir, paleta gomme espagnole, joko-garbi.
  - le mur à gauche de 54 m ou jaï-alaï[6] (du basque jai alai, « fête joyeuse ») accueille uniquement la cesta punta.
- Le terrain de frontball, qui a l'avantage de pouvoir être tracé sur des murs existants. Il est facilement mis en place grâce à ses dimensions accessibles (frontis de 5m de haut et 7,5m de large / zone au sol de 11m de long et 7,5m de large). On y pratique le frontball féminin et masculin (pelote à main nue individuelle).

## Spécialités reconnues par la FFPB
La FFPB reconnaît 24 spécialités, de jeu différentes répertoriées dans le tableau ci-dessous.
| Modalités de jeu         | Trinquet                                                                           | Fronton mur à gauche                                                                | Fronton place libre                           | Terrain de Frontball                                      |
| ------------------------ | ---------------------------------------------------------------------------------- | ----------------------------------------------------------------------------------- | --------------------------------------------- | --------------------------------------------------------- |
| Main nue                 | ➜ en individuel (40 points) ➜ par équipe de deux (40 points) (trinquet "européen") | ➜ en individuel (22 points) ➜ par équipe de deux (22 points) (mur à gauche 36 m)    | ➜ par équipe de deux (30 points)              | ×                                                         |
| Frontball                | ×                                                                                  | ×                                                                                   | ×                                             | ➜ en individuel (2 manches de 10pts, 3ème manche en 5pts) |
| Xare                     | ➜ par équipe de deux (40 points) (trinquet "international")                        | ×                                                                                   | ×                                             | ×                                                         |
| Chistera joko garbi      | ×                                                                                  | ➜ par équipe de deux (40 points) (mur à gauche 36 m)                                | ➜ par équipe de trois (40 points) (50 m maxi) | ×                                                         |
| Grand chistera           | ×                                                                                  | ➜ par équipe de deux (35 points) (jaï-alaï 54 m) (nommée cesta punta)               | ➜ par équipe de trois (40 points) (80 m maxi) | ×                                                         |
| Paleta gomme pleine      | ➜ par équipe de deux (35 points) (trinquet "européen")                             | ➜ par équipe de deux (35 points) (mur à gauche 36 m)                                | ➜ par équipe de deux (35 points) (45 m maxi)  | ×                                                         |
| Paleta gomme creuse      | ➜ par équipe de deux (30 points) (trinquet "international")                        | ➜ par équipe de deux (30 points) (mur à gauche 30 m)                                | ×                                             | ×                                                         |
| Frontenis                | ×                                                                                  | ➜ par équipe de deux (2 manches de 15pts, 3ème manche en 10pts) (mur à gauche 30 m) | ×                                             | ×                                                         |
| Pala corta / Grosse pala | ×                                                                                  | ➜ par équipe de deux (40 points) (mur à gauche 36 m)                                | ➜ par équipe de deux (40 points)              | ×                                                         |
| Paleta cuir              | ➜ par équipe de deux (40 points) (trinquet "international")                        | ➜ par équipe de deux (35 points) (mur à gauche 36 m)                                | ➜ par équipe de deux (40 points)              | ×                                                         |
| Pasaka                   | ➜ par équipe de deux (13 jeux)                                                     | ×                                                                                   | ×                                             | ×                                                         |
| Rebot                    | ×                                                                                  | ×                                                                                   | ➜ par équipe de cinq (13 jeux)                | ×                                                         |

Les catégories féminines existent en paleta gomme creuse, paleta gomme pleine, frontball, cesta punta et frontenis.

## Ligues régionales et nombre de licenciés
| Ligues                            | 2022  | 2012   | 2011   | 2010   | 2009   | 2008   | 2007   | 2006   | 2005   | 2004   | 2003   | 2002   | 2001   | 2000   |
| --------------------------------- | ----- | ------ | ------ | ------ | ------ | ------ | ------ | ------ | ------ | ------ | ------ | ------ | ------ | ------ |
| Ligue Nouvelle Aquitaine          | 12236 | 7692   | 8103   | 7332   | 6977   | 7261   | 7711   | 7943   | 8144   | 8355   | 8492   | 8688   | 7830   | 7861   |
| Comité des Landes                 |       | 3734   | 3692   | 3675   | 3683   | 3274   | 3216   | 3230   | 3318   | 3289   | 3079   | 2876   | 2967   | 2985   |
| Comité du Béarn                   |       | 2852   | 2951   | 2859   | 2578   | 2616   | 2482   | 2385   | 2464   | 2362   | 2406   | 2378   | 3094   | 2585   |
| Ligue d’Occitanie                 | 1332  | 1979   | 2023   | 1877   | 1773   | 1656   | 1552   | 1474   | 1486   | 1391   | 1324   | 1415   | 1293   | 1238   |
| Comité de Côte d'Argent           |       | 1803   | 1745   | 1812   | 1792   | 1836   | 1926   | 2016   | 1981   | 1938   | 2057   | 1961   | 1958   | 1909   |
| Ligue d'Île-de-France             | 540   | 784    | 790    | 865    | 863    | 848    | 879    | 830    | 893    | 811    | 1063   | 895    | 913    | 960    |
| Ligue de l'île de La Réunion      | 133   | 358    | 431    | 770    | 632    | 427    | 402    | 364    | 417    | 367    | 370    | 377    | 337    | 297    |
| Ligue PACA - Corse                | 201   | 420    | 403    | 346    | 291    | 297    | 303    | 310    | 289    | 275    | 234    | 275    | 240    | 247    |
| Ligue Hauts-de-France             | 70    | 275    | 277    | 283    | 260    | 78     | 101    | 65     | 111    | 146    | 136    | 127    | 138    | 187    |
| Ligue de Saint-Pierre-et-Miquelon | 65    | 84     | 112    | 95     | 103    | 118    | 129    | 139    | 134    | 138    | 149    | 129    | 134    | 136    |
| Ligue de Nouvelle-Calédonie       | 61    | 76     | 90     | 54     | 19     | 15     | 19     | 17     | 17     | 16     | 43     | 65     | 104    | 127    |
| Ligue Centre Val de Loire         | 6     |        |        |        |        |        |        |        |        |        |        |        |        |        |
| Ligue Pays de la Loire            | 4     |        |        |        |        |        |        |        |        |        |        |        |        |        |
| Ligue Auvergne-Rhône-Alpes        | 49    |        |        |        |        |        |        |        |        |        |        |        |        |        |
| Ligue de Corse                    | 35    |        |        |        |        |        |        |        |        |        |        |        |        |        |
| Total                             |       | 20 057 | 20 617 | 19 968 | 18 971 | 18 429 | 18 720 | 18 773 | 19 254 | 19 098 | 19 353 | 19 186 | 19 008 | 18 532 |

## Localisation des installations
1. ↑  Localisation des frontons du Pays basque nord
2. ↑  Localisation de frontons dans les Landes
3. ↑  Localisation des frontons en Béarn
4. ↑  Localisation de frontons de la ligue de Midi-Pyrénées
5. ↑  Localisation des frontons de la ligue de Côte d'Argent
6. 1 2 3 4 5 6  Localisation des frontons ailleurs en France